# Simpliziale Approximation
In der Mathematik, speziell der algebraischen Topologie, ist die simpliziale Approximation einer stetigen Abbildung ein wichtiges Hilfsmittel, um kombinatorische und stetige Methoden miteinander zu verbinden. Der simpliziale Approximationssatz besagt, dass man jede stetige Abbildung zwischen Simplizialkomplexen (nach hinreichend feiner Unterteilung) durch simpliziale Abbildungen approximieren kann. Er wurde um 1910 von Luitzen Brouwer bewiesen, der ihn benutzte, um die topologische Invarianz der simplizialen Homologie zu beweisen und damit die Grundlagen der damaligen Homologietheorie zu sichern.

## Definition: Simpliziale Approximation
Gegeben seien Simplizialkomplexe {\displaystyle K} und {\displaystyle L} und eine stetige Abbildung
{\displaystyle f\colon \vert K\vert \to \vert L\vert .}
Eine simpliziale Approximation von {\displaystyle f} ist eine simpliziale Abbildung
{\displaystyle \phi \colon K\to L}
mit der Eigenschaft, dass für alle {\displaystyle x\in \vert K\vert } der Punkt {\displaystyle \vert \phi \vert (x)\in \vert L\vert } im abgeschlossenen Trägersimplex von {\displaystyle f(x)} liegt.

## Existenz simplizialer Approximationen
Zu einer stetigen Abbildung muss es im Allgemeinen keine simpliziale Approximation geben. Es gibt aber eine simpliziale Approximation nach hinreichend feiner Unterteilung des Urbild-Komplexes {\displaystyle K}.
Simplizialer Approximationssatz: Zu jeder stetigen Abbildung {\displaystyle f\colon \vert K\vert \to \vert L\vert } gibt es eine natürliche Zahl {\displaystyle q}, so dass {\displaystyle f\colon \vert K^{(q)}\vert \to \vert L\vert } eine simpliziale Approximation hat.
Hierbei bezeichnet {\displaystyle K^{(q)}} die {\displaystyle q}-te baryzentrische Unterteilung und es gilt bekanntlich {\displaystyle \vert K^{(q)}\vert =\vert K\vert }.
Ein wichtiger Beweisschritt ist das folgende Kriterium: Wenn es zu jeder Ecke {\displaystyle x\in K^{(q)}} eine Ecke {\displaystyle x^{\prime }\in L} mit 
{\displaystyle f(\operatorname {ost} (x))\subset \operatorname {ost} (x^{\prime })}
gibt, dann ist die durch die Zuordnung {\displaystyle x\mapsto x^{\prime }} definierte simpliziale Abbildung {\displaystyle \phi } eine simpliziale Approximation von {\displaystyle f}. Hierbei bezeichnet {\displaystyle \operatorname {ost} (x)} den offenen Stern einer Ecke {\displaystyle x}.

## Homotopie
Eine simpliziale Approximation einer stetigen Abbildung {\displaystyle f} ist zu {\displaystyle f} homotop. Man kann nämlich innerhalb jedes abgeschlossenen Simplex die affin-lineare Homotopie zwischen {\displaystyle f} und {\displaystyle \vert \phi \vert } durchführen und diese Homotopien stimmen auf den gemeinsamen Seitenflächen abgeschlossener Simplizes überein.

## Anwendungen
Mittels simplizialer Approximation erhält man die Funktorialität der simplizialen Homologie bezüglich stetiger (statt nur simplizialer) Abbildungen. Insbesondere erhält man, dass homöomorphe Simplizialkomplexe dieselben Homologiegruppen haben.
Brouwer benutzte den Approximationssatz, um rigorose Beweise für den  Jordan-Brouwer-Zerlegungssatz und den Satz von der Invarianz der Dimension zu geben.
Weiterhin folgt aus dem simplizialen Approximationssatz die Isomorphie von singulärer und simplizialer Homologie.